# Montegnée
Montegnée (wa. Montgnêye, Montgneye-dilé-Lidje) – dzielnica (section) gminy Saint-Nicolas w Belgii, w Regionie Walońskim, w prowincji Liège, w okręgu Liège. 1 stycznia 2020 roku liczyła 11 560 mieszkańców. Do 31 grudnia 1976 r. samodzielna gmina. 

## Demografia
Liczba mieszkańców, stan na 1 stycznia:
| Rok                | 1930   | 1947   | 1961   | 2020   |
| ------------------ | ------ | ------ | ------ | ------ |
| Liczba mieszkańców | 10 555 | 10 605 | 11 405 | 11 560 |